# Aflou
Aflou (în arabă أفلو‎)  este un oraș  în nordul Algeriei, în provincia (wilaya) Laghouat. Este localizat în Atlasul Saharian, la o altitudine de 1.500 m, ceea ce îi conferă titlul de localitate aflată la  cea mai mare altitudine din stat.